# Muscolo costrittore faringeo inferiore
Nell'anatomia umana il muscolo costrittore faringeo inferiore è uno dei muscoli della faringe.

## Anatomia
Il muscolo costrittore inferiore è un muscolo formato da due fasci: il tirofaringeo e il cricofaringeo. Il tirofaringeo è il ramo che genera dalla lamina della cartilagine tiroidea. Il cricofaringeo è quello che origina dalla superficie laterale della cartilagine cricoidea. Il cricofaringeo è formato dal fascio superiore e dall’inferiore che va ad inserirsi sul rafe mediano. Delimitano il triangolo di Killian e di Laimer con la linea esofagea. Posteriormente si trovano la fascia e muscoli prevertebrali, lateralmente si trova la arteria carotidi comuni e il muscolo sternoioideo. Medialmente si trova il muscolo costrittore medio e il muscolo palatofaringeo. Superiormente prende contatto con il nervo laringeo che perfora il suo margine inferiore. È vascolarizzato dall’arteria faringea ascendente e dall’arteria tiroidea inferiore ed è innervato dal plesso faringeo.

## Funzioni
La sua funzione è quella di "costrittore" della faringe, insieme al muscolo costrittore faringeo medio e a quello superiore.